# Täkterätt
Täkterätt, rätt till täkt, är i den svenska rättshistorien en rättighet för arbetare vid bergsbruk att röja mark, nybygga och anses som ägare av marken.
Täkterätten gällde från medeltiden i bergslagerna för att underlätta kolonisationen av bergsbruksområdet. Den nämns i de första bergsprivilegierna från 1300-talet. Det var en rättighet att röja mark i utkanten av bergsbruket och där bygga bo, som täktekarlen eller -kvinnan därefter var ägare till. Täktegården gick sedan i arv som andra gårdar. Täktekarlarna hade arbetstvång till dagsverke i bergsbruket, annars upphörde deras rätt till marken de röjt. Bland täktekarlarna var en del rekryterade genom bergsfriden, och täkterätten fick enligt privilegierna för Stora Kopparberget 1347 inte förvägras den som gjorde sitt dagsverke om de så var en "lösker man". När svedjefinnarna blev bofasta kan deras torp också betraktas som täkterätt. Täktekarlarna kunde efter sitt oavlönade dagsverke för kronan ta extratjänst som avlönad gruvdräng hos en bergsman eller vid ett närliggande kronobruk.
Många gårdar och byar i Bergslagen som uppstått till följd av täkterätten, har namn som slutar på -arvet eller -täkt. Under Gustav Vasas tid fanns omkring 100 täktekarlar bara i Falun.